# Ocupação de Lima

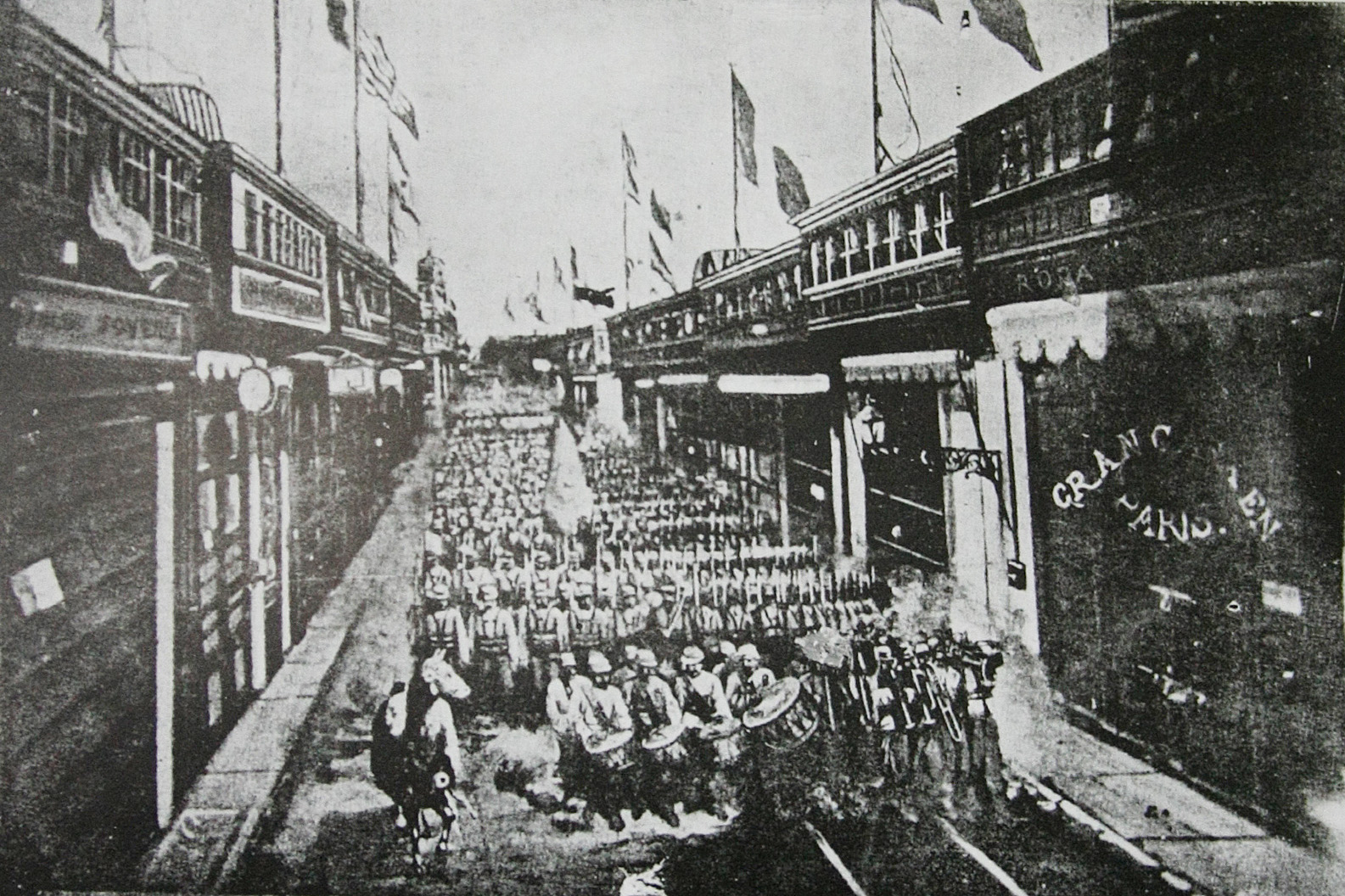
Entrada do Exército Chileno em Lima.

A ocupação de Lima foi um evento da Campanha de Lima na Guerra do Pacífico, no qual o Exército Chileno invadiu a cidade de Lima, capital do Peru, em 17 de janeiro de 1881, e ocupou-a por dois anos e meio.
Após a Batalha de Miraflores, em 16 de janeiro de 1881, as forças defensoras peruanas se haviam esgotado. Os membros remanescentes das Forças Armadas Peruanas se retiraram para os Andes. Os invasores chilenos, sob o comando do general Manuel Baquedano, avançaram até Lima, e, no dia seguinte, tomaram a capital. O comandante Patricio Lynch foi escolhido chefe das forças de ocupação. Elas praticaram saques indiscriminadamente na cidade; quando Ricardo Palma assumiu a presidência da Biblioteca Nacional do Peru, ao final da guerra, restavam 378 livros, do acervo de 56000.
A ocupação perdurou até a assinatura do Tratado de Ancón, em 20 de outubro de 1883, que encerrou definitivamente a guerra. 